# Nantwich Town FC
Nantwich Town Football Club is een Engelse voetbalclub uit Nantwich die uitkomt in de Northern Premier League Division One, het achtste niveau van het Engels voetbalsysteem.
De club werd opgericht in 1884 en draagt de bijnaam The Dabbers. De thuiswedstrijden worden afgewerkt in het Weaver Stadium, dat plaats biedt aan 3.500 toeschouwers.
In 2006 won de club de FA Vase, door in de finale met 3-1 te winnen van Hillingdon Borough op St. Andrews.
In een FA Cup-wedstrijd tegen Droylsden in 1995 scoorde Andy Locke namens Nantwich Town de snelste hattrick in de geschiedenis van de FA Cup. Hij had daarvoor twee minuten en twintig seconden nodig.
In het seizoen 2006/07 eindigde de club op de derde plaats in de North West Counties League, waarmee promotie naar de Northern Premier League Division One South werd afgedwongen. Het seizoen dat volgde leverde direct weer promotie op, waardoor Nantwich Town sinds het seizoen 2008/09 in de Northern Premier League Premier Division speelt.